# Tunes of Wacken
Tunes of Wacken è un album dal vivo del gruppo musicale tedesco Grave Digger, pubblicato nel 2002.

## Tracce
1. Intro
2. Scotland United
3. The Dark Of The Sun
4. The Reaper
5. The Round Table (Forever)
6. Excalibur
7. Circle Of Witches
8. The Ballad Of Mary (Queen Of Scots)
9. Lionheart
10. Morgane Le Fay
11. Knights Of The Cross
12. Rebellion (The Clans Are Marching)
13. Heavy Metal Breakdown

## Formazione
- Chris Boltendahl - voce
- Manni Schmidt - chitarra
- Jens Becker - basso
- Stefan Arnold - batteria
- HP Katzenburg - tastiera